# 허큘리스 대성단
허큘리스 대성단(M13, NGC 6205)은 허큘리스자리에 있는 구상 성단이다. 1714년 에드먼드 핼리가 처음 발견하였고 1764년 6월 1일 샤를 메시에가 메시에 천체 목록에 넣었다. 허큘리스 대성단은 지구에서 약 25,100 광년 떨어져 있으며, 겉보기 등급은 +5.8 등급이다. 시직경은 23분으로 약 75광년정도의 크기이다.
이때 측정된 적경은 16h 41.7m, 적위는 +36° 28′이다. 겉보기 등급은 +5.8로 측정되었으며, 소형 망원경으로 측정한 시직경은 23분으로 약 84 광년이다. 가까운 NGC 6207은 옆에서 본 은하이다.
아레시보 메시지의 목적지다. M13이 아레시보 메시지의 목적지인 이유는 전파를 쏠 당시 하늘에 많은 별이 밀집된 곳이었기 때문이다.

## 같이 보기
- 메시에 천체 목록
- 신판일반목록